# Aeroporto Internacional de São Luís
Luchthaven Marechal Cunha Machado International, voorheen bekend onder de naam Luchthaven Tirirical, is de luchthaven van São Luís, Brazilië. Sinds 17 oktober 1985 is de luchthaven vernoemd naar marechal Cunha Machado.
De luchthaven wordt uitgebaat door Infraero.

## Historie
In 1942 werd de luchthaven geopend en sinds 1974 is hij onder beheer van Infraero.
De huidige passagiersterminal werd in juni 1998 geopend. In oktober 2004 kreeg de luchthaven zijn internationale status.

## Ongelukken en incidenten

### Ongelukken
- 1 juni 1973: een Sud Aviation SE-210 Caravelle VI N van Cruzeiro do Sul met registratie PP-PDX die vlucht 109 van Belém naar São Luís uitvoerde, crashte tijdens de landing op São Luís. Motor no.1 verloor vermogen en de neus van het vliegtuig ging sterk omhoog. Het vliegtuig overtrok en crashte rechts naast de landingsbaan op een afstand van 760 m. Alle 23 inzittenden kwamen hierbij om het leven.[2][3]

### Incident
- 3 februari 1984: een Airbus A300B4-203 van Cruzeiro do Sul die vlucht 302 van São Luís naar Belém-Val de Cães uitvoerde met 176 inzittenden, werd door drie personen gekaapt die eisten naar Cuba te worden gevlogen. De vlucht bereikte Camagüey in minder dan een dag. Er waren geen slachtoffers.[4]

## Bereikbaarheid
De luchthaven bevindt zich op 15 km van het centrum van São Luís.